# Refugio (estructura)

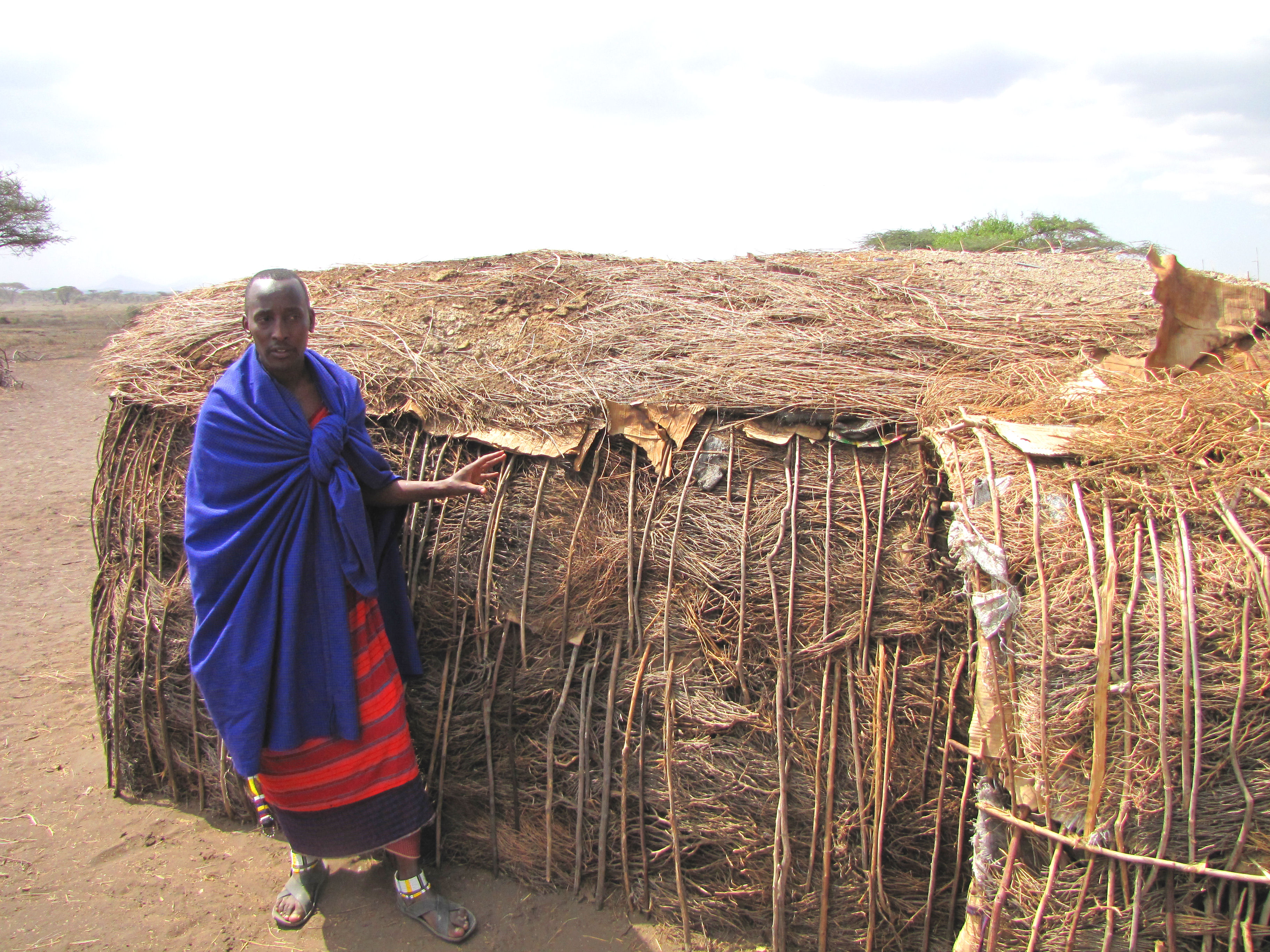
Refugio Maasai, Área de Conservación de Ngorongoro, Tanzania

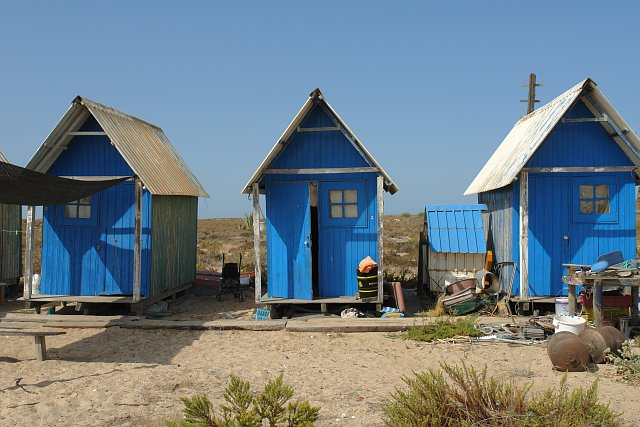
Refugios de pescadores en la isla de Barreta, Portugal.

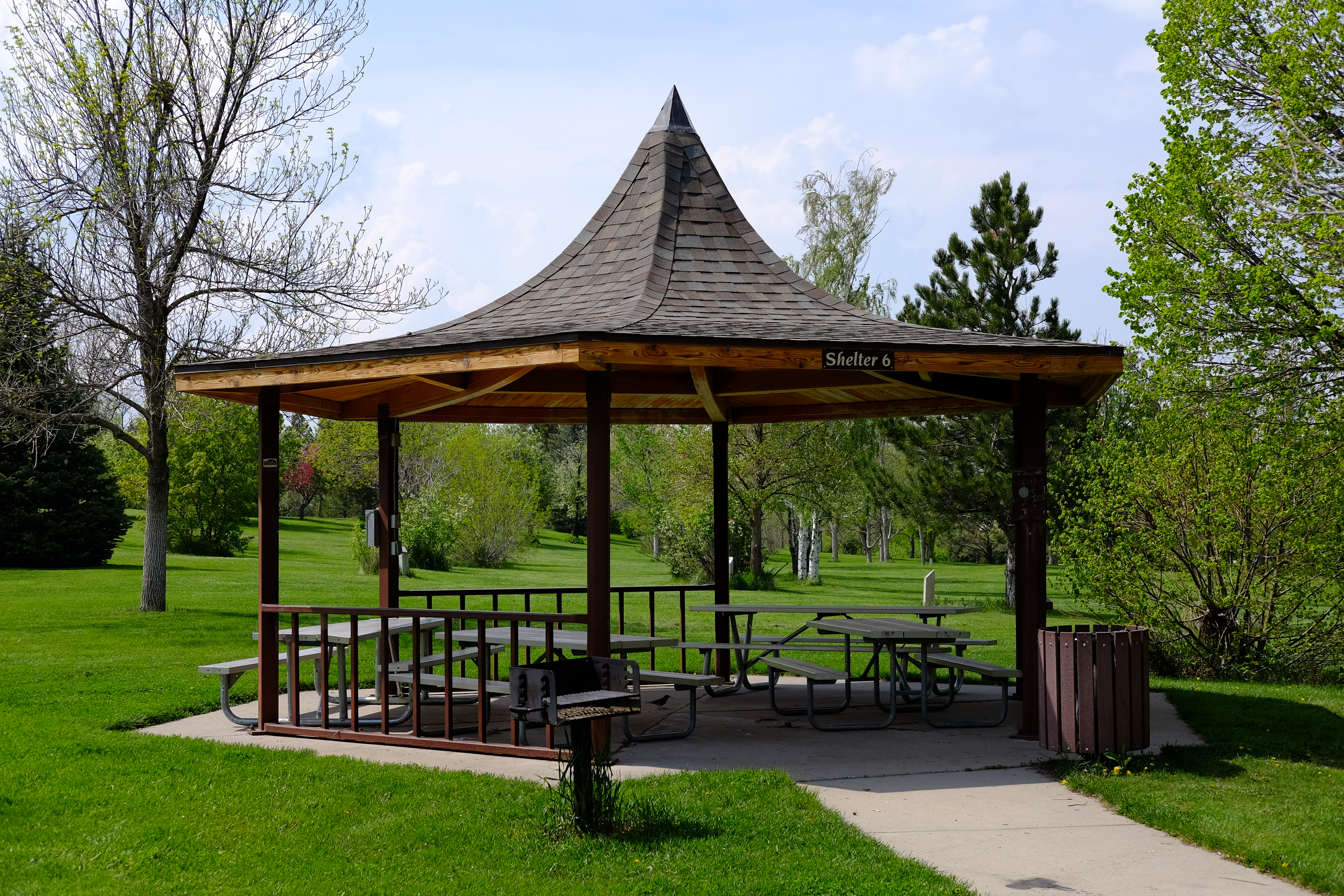
Refugio de picnic en Gillette, Wyoming

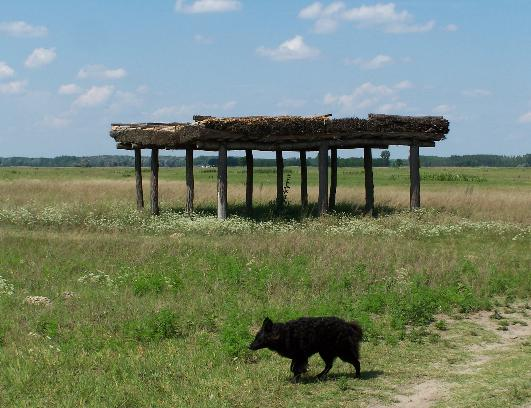
Bugac puszta, Hungría, con refugio de animales

Un refugio es una estructura o construcción arquitectónica básica que proporciona protección del entorno local. Es un espacio mínimamente cubierto (que puede ser abierto) que se utiliza para proteger a personas o animales de las inclemencias del tiempo. protege de las precipitaciones y la radiación solar .
Los refugios suelen ser una estructura o lugar cubierto que protege a las personas y los animales del frío o el calor peligrosos, donde pueden dormir con seguridad en comparación con el exterior y satisfacer algunas otras necesidades.
Tener un lugar de refugio, seguridad y retiro, es decir, un hogar, se considera comúnmente una necesidad humana fisiológica fundamental, base a partir de la cual se pueden desarrollar motivaciones humanas superiores.

## Tipos
- Refugio antiaéreo
- Refugio de animales
- Refugio de vivac
- Refugio contra explosiones
- Refugio de autobús
- Refugio de emergencia
- Refugio antiatómico
- Albergue para gente sin techo
- Barraca
- Mia-mia indígena australiana para un refugio temporal
- Quinzhee, Slavey para un refugio hecho a partir de un montón en forma de nieve suelta que está vacía, utilizado principalmente para la supervivencia en invierno
- Albergue para refugiados
- Refugio de roca
- Toguna, un refugio utilizado por el pueblo dogon en África
- Refugio de transición
- Refugio de mujeres
- Ramada

## Refugio de montaña

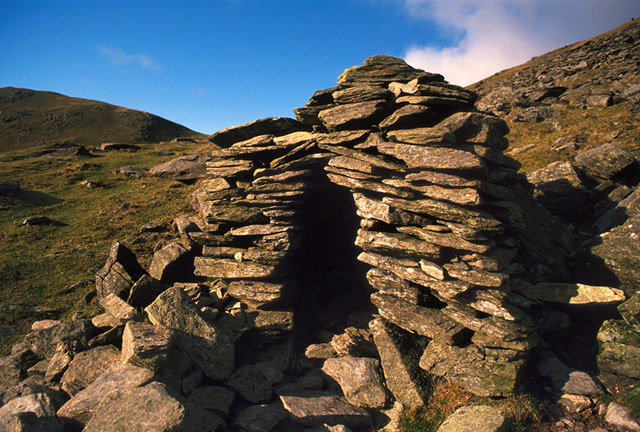
Refugio hecho con piedras

Pueden ser refugios en entornos naturales como una cueva o un hueco, o un montón de ramas con estructura humana, el uso de ramas más delgadas para cerrar el vacío con una rama gruesa que descansa sobre otro árbol, una madriguera, una tienda de campaña o una construcción improvisada.
A menudo también se pueden encontrar refugios cerca de las rutas de senderismo, donde los excursionistas pueden refugiarse en caso de tormentas repentinas. En el caso más sencillo, estos refugios sólo tienen un techo y, por tanto, no ofrecen protección contra el viento. Los refugios más cómodos, sin embargo, tienen dos o tres paredes que ofrecen una protección limitada contra el viento. Los refugios de cuatro paredes y acceso abierto ofrecen la mejor protección frente al viento.

## Parada de autobús

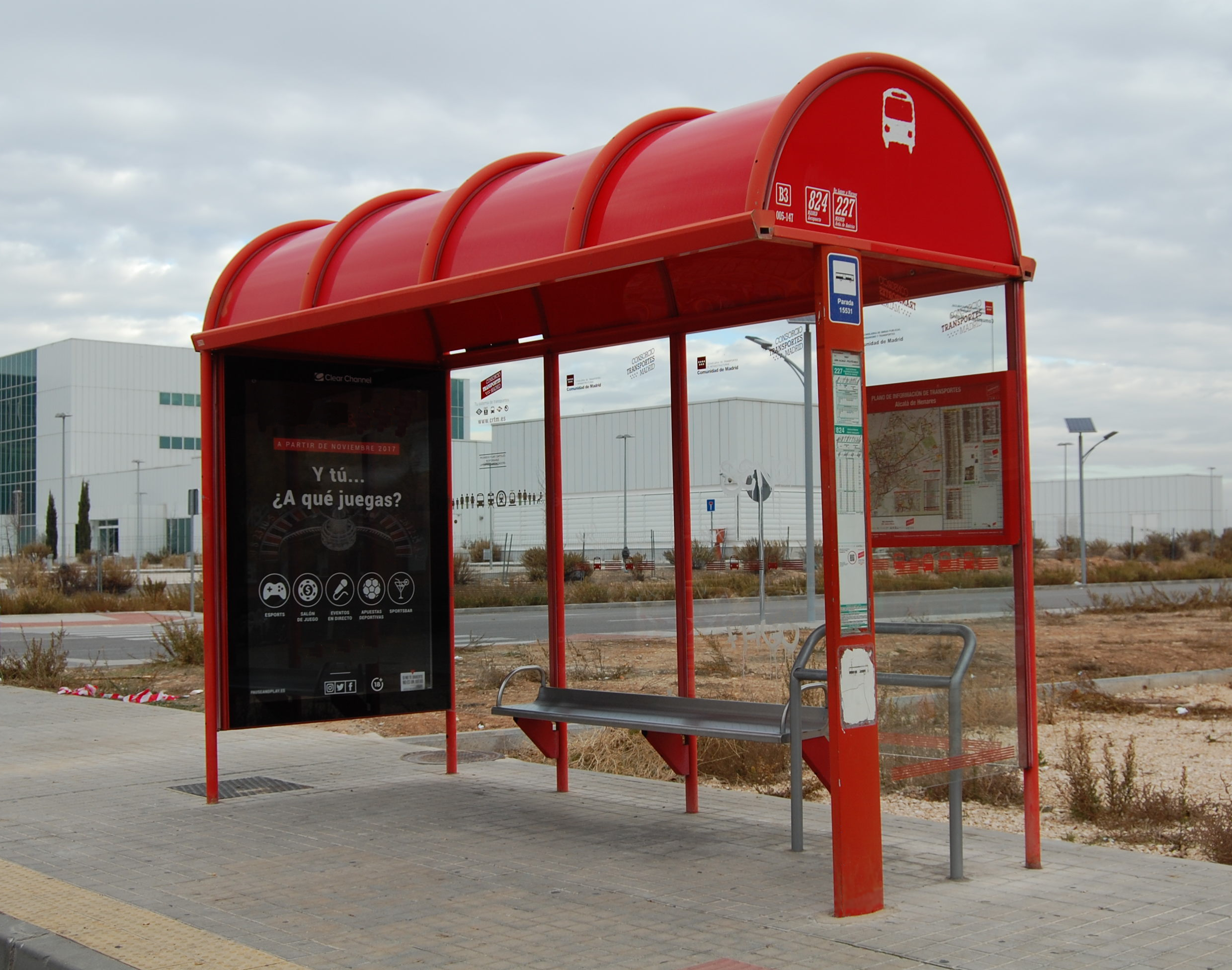
Refugio a una parada de autobuses

En las paradas de autobús o en los andenes de las paradas de autobús, se instalan regularmente unas estructuras en forma de marquesinas para ofrecer refugio del viento y la lluvia a los viajeros que esperan el autobús.
Para que una parada de autobús sea eficiente en su funcionamiento, debe tener en cuenta generalmente la condición de refugio que puede proporcionar, asegurando una protección frente a condiciones climáticas externas, una manutención asequible de su mobiliario, espacio suficiente para sentarse, asientos cómodas; higiene, ventilación e iluminación adecuada. Por otra parte, debe proporcionar una clara identificación de los recorridos de los autobuses, con una señalética visible y, a fin de aportar la información de forma más clara, contener mapas de rutas. Por último, debe proporcionar seguridad por un acceso fácil tanto para buses como para pasajeros, incluyendo un acceso adecuado para personas discapacitadas.

## Guerra de trincheras

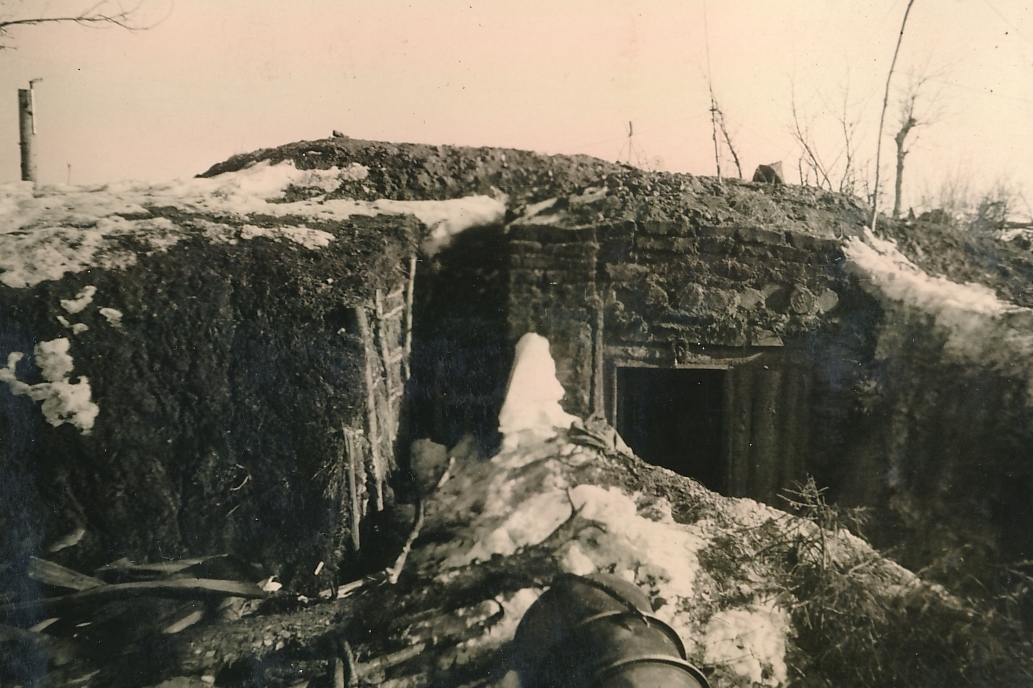
Refugio alemán en Rusia durante la Segunda Guerra Mundial

Durante la guerra de trincheras, las partes implicadas construyeron amplios sistemas de refugios conectados con las trincheras y otras fortificaciones de campo (ver guerra de trincheras en la Primera Guerra Mundial). A menudo estaban cubiertos con paneles de madera, sacos de arena o similares como refuerzo.
También se reconsideraron cada vez más parcialmente: hasta 1918, el reconocimiento aéreo se hizo cada vez más intenso, más profesional y también se realizó mediante fotografías aéreas. Los objetivos para el fuego de artillería fueron seleccionados a partir de las fotografías aéreas. Por este motivo, ambas partes intentaron diseñar sus refugios de modo que no pudieran verse desde el aire.

## Refugio agrícola

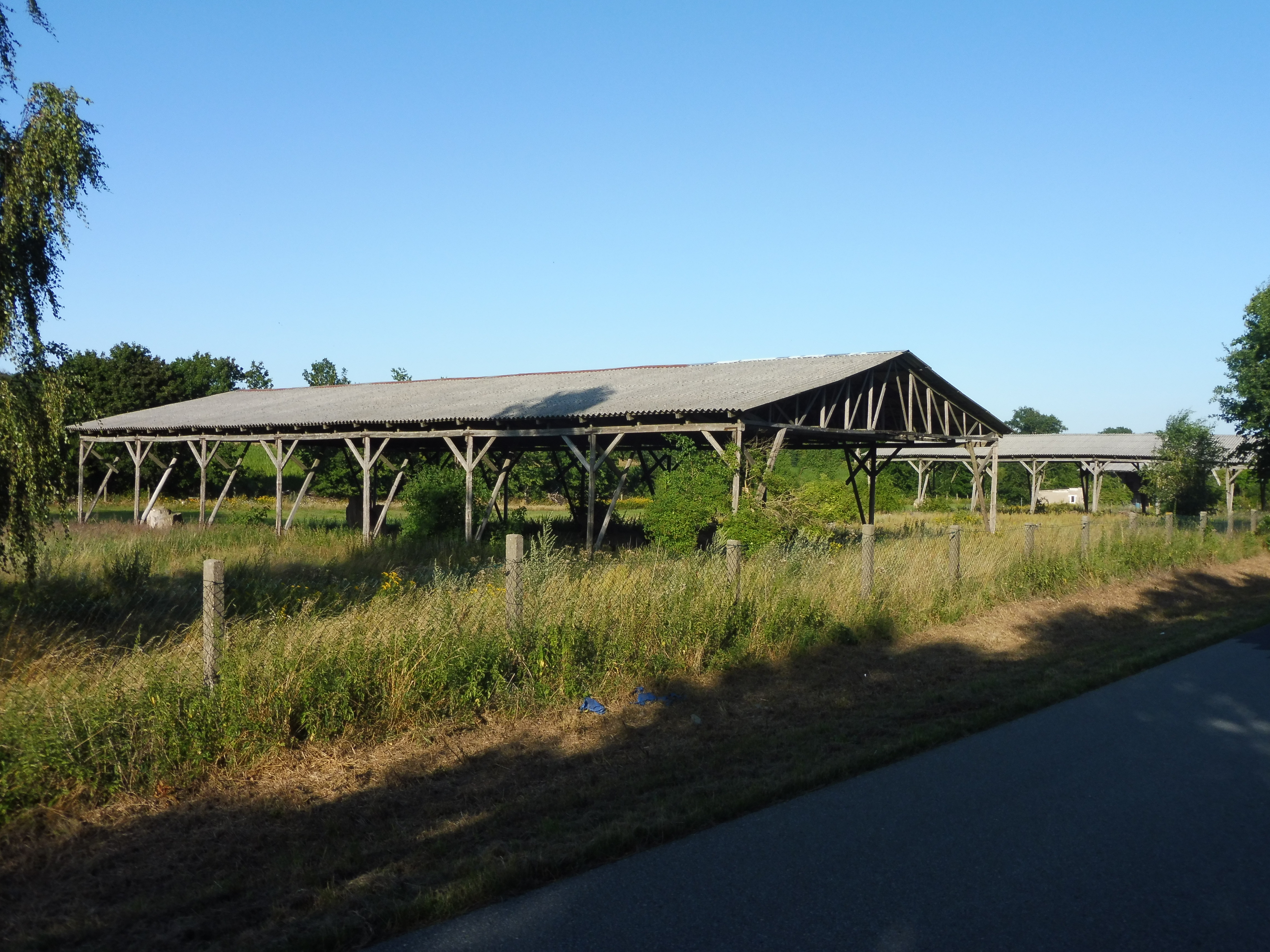
Refugios agrícolas en Mecklenburgo

Las granjas y los graneros, por ejemplo, pueden tener un lado del tejado extendido. Bajo éste se almacenan madera o heno . A veces este covert aparte almacenamiento de paja, también se utiliza como refugio para animales, como caballos, vacas, etc. . .
La forma moderna de covert (marquesina) consiste en un pequeño techo adicional que se adjunta a la masonería por encima de la zona de entrada de una casa.
Las casas de hoy a menudo tienen un cobertizo para varios vehículos . Este cubierto o porche se puede construir de forma independiente o conectado directamente a la pared de la casa .

## Refugios de rescate en el Canal de la Mancha

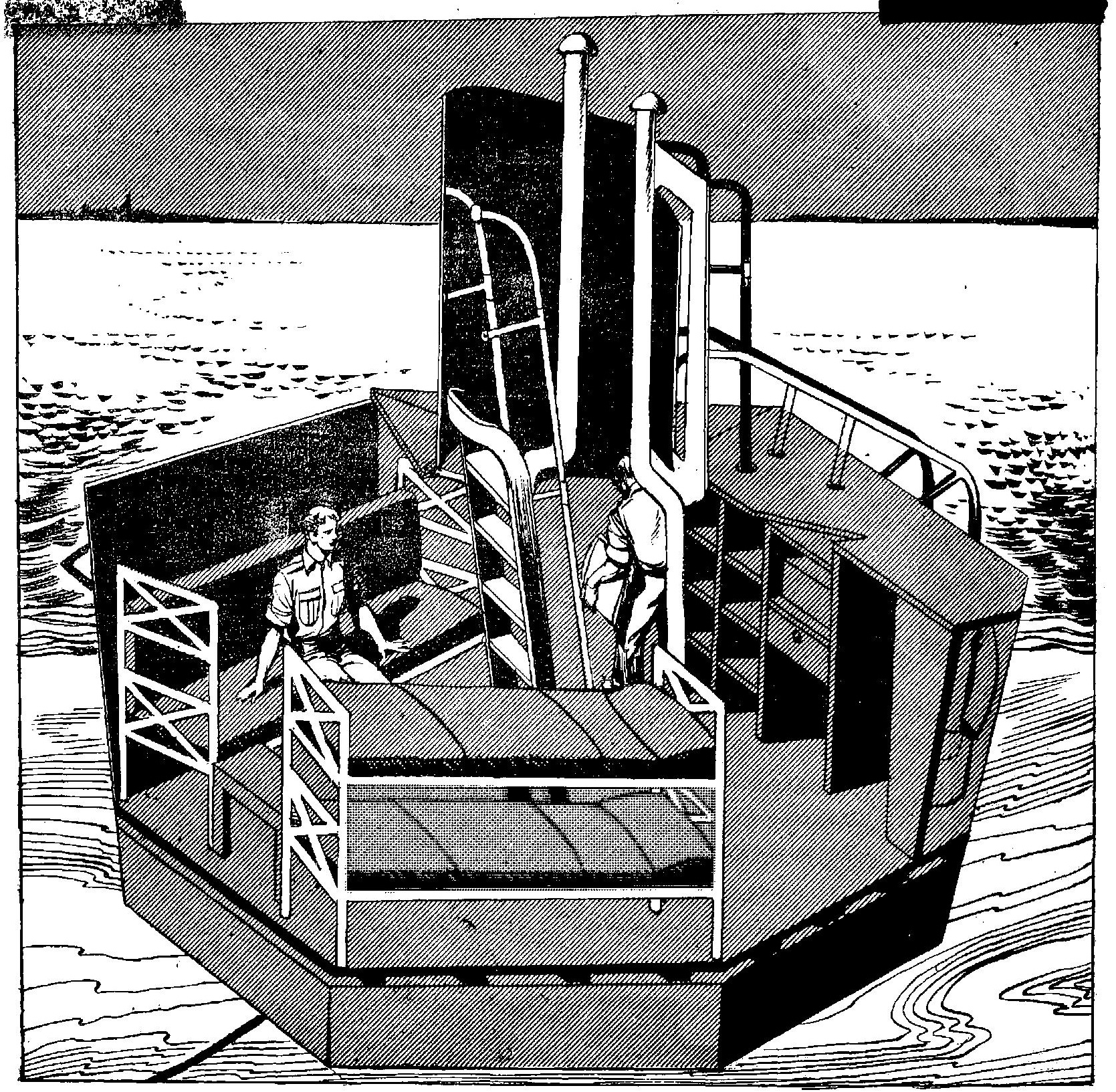
El interior de una boya de rescate de la Luftwaffe

Durante la Segunda Guerra Mundial, a instancias del General alemán Ernst Udet, se desplegaron en el Canal de la Mancha, "como refugio", unas boyas de rescate gigantes, lastradas en lugares conocidos, donde cabían varios pilotos de la Luftwaffe abatidos en vuelo o que habían tenido que realizar un amerizaje de emergencia.